# Perse (poète)
Pour les articles homonymes, voir Perse.

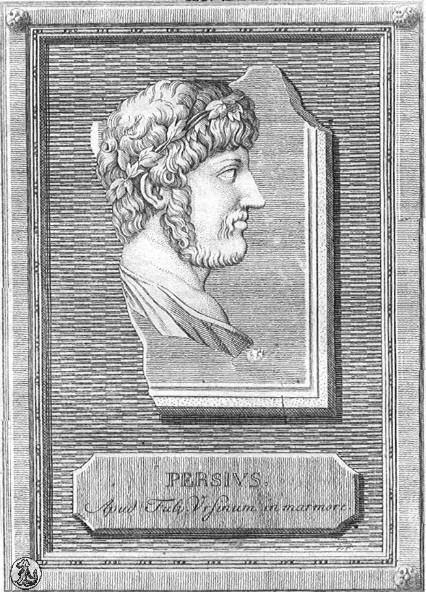
Gravure représentant Aulus Persius Flaccus.

Perse (en latin Aulus Persius Flaccus), né en 34 apr. J.-C. à Volterra en Étrurie et mort en 62, est un auteur latin du Ier siècle apr. J.-C.

## Biographie
Perse grandit dans une famille appartenant à l’ordre équestre et apparentée à de hauts représentants de l'ordre sénatorial. Sa famille compte des ancêtres étrusques, comme en témoigne notamment le praenomen de Perse, Aulus, qui provient de l'étrusque Aviles.
Il fait ses études dans sa ville natale jusqu'à l'âge de douze ans. Il gagne ensuite Rome pour y étudier la grammaire et la rhétorique auprès du grammairien Remmius Palæmon et de Virginius Flaccus.
Il côtoie le philosophe stoïcien Cornutus, Lucain ou encore Sénèque. C'est Cornutus qui lui inspira l'amour de la vertu et exerça sur lui la plus grande influence, presque égale à celle d'un père qu'il perdit très jeune. Perse mourut en 62, à l'âge de vingt-huit ans, d'une maladie d'estomac.

## Citations
Un fragment devenu très célèbre des Satires de Perse figure en exergue au Livre I des Confessions de Jean-Jacques Rousseau : « Intus et in cute », « De l'intérieur et sous la peau ». Le vers entier est « Ego te intus et in cute novi » (Satires, III, vers 30 - « Moi, je te connais par cœur »).
Satires III, 66-72 est cité par Saint Augustin dans La Cité de Dieu, Livre deuxième, chapitre VI, comme exemple d'une admonition à la vertu.

## Œuvres
Son œuvre littéraire se limite à quelques ouvrages, au moins composé de :
- une « comédie prétexte » dont nous n'avons pas conservé le titre ;
- une œuvre intitulée Hodoeporicon, qui ne nous est pas parvenue ;
- six Satires totalisant 650 vers et imprégnées de stoïcisme[2]. Il y raille la poésie de son temps (I), dénonce la fausse dévotion (II), la morgue des grands (IV), la paresse (III), l'avarice (VI).
  - Éditions (liste partielle) : Satirarum liber (1605) avec commentaires d'Isaac Casaubon ; Satirarum liber (1843) ; Léon Herrmann, Perse, Satires, Bruxelles, coll. « Latomus LIX », 1962 ; Oleg Nikitinski, A. Persivs Flaccvs, Satvrae, Munich-Leipzig, Walter de Gruyter, 2002  (ISBN 3598742932 et 9783598742934).

Selon Jean-Pierre Néraudau, son écriture est « précipitée, heurtée, souvent obscure ».
Confirmé par Boileau dans L'Art poétique, chant II :
Perse, en ses vers obscurs, mais serrés et pressants
Affecta d'enfermer moins de mots que de sens.